# Waukee
Waukee é uma cidade localizada no estado americano de Iowa, no Condado de Dallas.

## Demografia
Segundo o censo americano de 2000, a sua população era de 5126 habitantes.
Em 2006, foi estimada uma população de 10.950, um aumento de 5824 (113.6%).

## Geografia
De acordo com o United States Census Bureau tem uma área de
21,7 km², dos quais 21,7 km² cobertos por terra e 0,0 km² cobertos por água. Waukee localiza-se a aproximadamente 316 m acima do nível do mar.

## Localidades na vizinhança
O diagrama seguinte representa as localidades num raio de 12 km ao redor de Waukee.